# Jinnah Sportstadion
Het Jinnah Sportstadion is een multifunctioneel stadion in Islamabad, een stad in Pakistan. 
De bouw van dit stadion vond plaats tussen 1970 en 1980 met behulp van de China State Construction Engineering. In het stadion is plaats voor 48.800 toeschouwers. Het stadion wordt vooral gebruikt voor voetbalwedstrijden. Er ligt een grasveld met een atletiekbaan eromheen, daardoor kunnen er ook atletiekwedstrijden gespeeld worden.
Het stadion was verschillende keren gaststadion op een groot sportevenement. Zo werd er tijdens de Zuid-Aziatische Spelen van 1989 en 2004 gebruik gemaakt van dit stadion. Het stadion werd ook gerenoveerd in 2004. In 2005 werden er een aantal wedstrijden gespeeld op het Zuid-Aziatisch kampioenschap voetbal van 2005. In 2014 werden in dit stadion de wedstrijden gespeeld op het Zuid-Aziatisch kampioenschap voetbal van 2014 voor vrouwen. In 2013 werd dit stadion gebruikt voor de nationale spelen van Pakistan.